# Giovanni Moioli
Giovanni Moioli (ur. 4 maja 1931 r. w Vimercate, zm. 6 października 1984 r. w Mediolanie) – teolog włoski, przedstawiciel szkoły mediolańskiej.

## Biografia
Nauki pobierał początkowo w seminariach mediolańskich. 27 czerwca 1954 r. otrzymał święcenia kapłańskie z rąk kard. Alfreda Ildenfonsa Schustera, a następnie został skierowany na studia specjalistyczne do Rzymu, gdzie kontynuował naukę w Papieskim Seminarium Lombardzkim i Papieskim Uniwersytecie Gregoriańskim. Po uzyskaniu doktoratu z teologii był ojcem duchownym w niższych seminariach duchownych Mediolanu. W 1961 r. zaczął wykładać teologię duchowości, a od 1962 r. teologię dogmatyczną w Seminarium Arcybiskupim w Venegono oraz na Wydziale Teologicznym Italii Północnej. W 1974 r. został mianowany profesorem zwyczajnym tego wydziału. Od 27 kwietnia 1984 r. był rektorem Sekcji Równoległej Wydziału Teologicznego ustanowionej w Seminarium w Mediolanie.
Publikował na łamach czasopism teologicznych: „La Scuola Cattolica”, „Presenza Pastorale”, „Teologia del Presente”, „Teologia”. Jest też autorem kilku pozycji książkowych: Cristologia. Proposta sistematica, Cristologia. Momento storico – lettura delle fonti, L’«Escatologico» cristiano, Il quarto sacramento, Il mistero dell’Eucaristia.

## Myśl teologiczna
W twórczości teologicznej Moiolego można wyróżnić dwa okresy: przedsoborowy i posoborowy. W pierwszym zajmuje się on głównie teologią duchowości, w drugim również teologią dogmatyczną. Teolog ten jest specjalistą w zakresie chrystologii. Jego zamierzeniem było zbudowanie oryginalnego modelu chrystologicznego, zwanego „chrystologią Jezusa”, albo „chrystologią wyjątkowości Jezusa”. Próbuje on odejść od utartych przez teologię klasyczną szlaków i skupić się bardziej na Jezusie historycznym, dlatego bardzo często nazywa Go Jezusem z Nazaretu, aby podkreślić Jego konkretną historyczność. Ten historyczny Jezus jednak jest miarą wszystkiego, a więc czasu, historii i świata, będąc Zbawicielem.
Wiele miejsca poświęca Moioli zagadnieniu chrystocentryzmu, wyróżniając chrystocentryzm podmiotowy i przedmiotowy.